# 녹림군
녹림군(綠林軍)은 신나라 말기에 일어난 농민 반란군이다. 초기에 녹림산(綠林山)을 근거지로 했기에 녹림군이라고 부른다. 마침내 한 경시제를 세워 신나라 멸망 후 일시적으로 중국의 정권을 장악했다. 후세에 도둑을 녹림이라고 부르는 기원이 된다. 녹림산의 위치는 현재 호북성 대홍산(大洪山)으로 추정된다.

## 결성
신나라 말기, 남방에서 기근이 들어 사람들이 늪과 들로 숨어들어가 도둑질을 했다. 당시 지역 송사를 조정하고 있던 강하군 신시현의 왕광과 왕봉이 거병하여 수백 명을 모아 향(鄕)과 취(聚)들을 흩어져 공격하고 녹림산(綠林山)을 본거지로 삼았다. 얼마 지나지 않아 수천 명까지 무리가 불어났다.
지황 2년(21년), 2만 군대를 이끈 형주목 아무개의 공격을 강하군 운두현에서 물리쳤다. 형주목의 치중을 노략하고, 강하군 경릉현을 함락하고, 운두현과 안륙현을 전전하며 여성들을 사로잡아 녹림산으로 돌아가니 무리가 5만 여명으로 늘어났다. 주와 군에서는 녹림군을 어찌할 수 없었다.

## 분파
지황 3년(22년), 역병이 심하게 돌아 절반 가량이 죽어나가니, 각자 흩어져서 떠나 하강병과 신시병으로 나뉘었다. 또 평림병, 용릉병이라는 자생 반란군이 생겨나 녹림군의 일파가 되었다.
- 하강병(下江兵): 왕상·성단(成丹)·장앙[2] 등, 남군(신나라의 남순군)을 기반으로 활동.
- 신시병(新市兵): 왕광·왕봉·마무(馬武)·주유 등, 남양군(신나라의 전수군)을 기반으로 활동.
- 평림병(平林兵): 진목(陳牧)·요담 등, 남양군 수현 평림을 기반으로 활동.
- 용릉병(舂陵兵): 유연 등, 남양군 용릉현(옛 한나라의 용릉후국)을 기반으로 활동.

용릉병은 녹림군 중 신시병과 평림병을 불러들여 연합하고 함께 남양군 완현을 공격하려 했으나, 도중에 소장안취에서 전수대부 진부와 전수속정 양구사에게 대패했다. 신시병과 평림병은 떠나려 했으나, 하강병까지 합류해서 다시 진부와 양구사를 공격해 죽였다. 신나라에서는 납언장군 장우과 질종장군 진무를 보내서 공격했으나 유연은 이들도 무찔렀다.

## 현한의 성립
진부와 양구사가 죽은 이후 녹림군의 세력은 크게 불어났으나, 단일한 지도자가 필요하다고 판단한 녹림군은 황제를 추대하고자 했으며, 유연과 평림병 소속의 경시장군 유현이 후보로 올랐다. 유현은 후에 경시제라 불린다. 하강병의 왕상과 남양의 사대부들은 유연을 지지했으나, 신시병과 평림병은 유현을 지지했다. 내분을 꺼린 유연이 물러나 유현이 황제로 추대됐다.
이로써 농민 반란군 녹림군은 한나라 부흥 정권인 현한으로 발전하게 된다. 이후는 현한 문서를 참고하라.